# Bataille de l'aéroport d'Aden
Pour les articles homonymes, voir bataille d'Aden.
Guerre civile yéménite
Batailles
- Bataille d'Amran
- 1re Bataille de Sanaa
- Bataille de l'aéroport d'Aden
- 1re Bataille d'Aden
- Bataille de Taëz
- 1re Bataille de Moukalla
- 2e Bataille de Moukalla
- 2e Bataille de Sanaa
- 2e Bataille d'Aden
- Bataille d'al-Hodeïda
- Prise de Socotra
- 3e Bataille d'Aden
- 4e Bataille d'Aden
- Offensive de Najran
- Attaque d'Abqaïq et de Khurais
- Offensive d'Al Bayda
- Offensive d'Al Jawf
- Bataille de Marib

La bataille de l'aéroport d'Aden se déroule le 19 mars 2015 quelques jours après le limogeage de Abdel Hafedh al-Sakkaf (en), commandant des Forces spéciales par le président Abdrabbo Mansour Hadi.
Abdel Hafedh al-Sakkaf (en) échoue à prendre l'aéroport d'Aden.

## Contexte
Le 3 mars 2015, le président Abdrabbo Mansour Hadi limoge le chef des forces spéciales Abdel Hafedh al-Sakkaf et en nomme un autre.
Le 7 mars 2015, Abdel Hafedh al-Sakkaf, rejette son limogeage.

## Déroulement
Lors de cette bataille, les forces du général al-Sakkaf (en) avaient mené un raid contre le palais présidentiel al-Maachiq. Le président Abdrabbo Mansour Hadi, qui été évacué vers un « lieu sûr », a dénoncé une « tentative de putsch ».

## Suites
Peu de temps après, al-Sakkaf échappe à une tentative d'assassinat. Puis commence la bataille d'Aden.